# Karangaren
Karangaren is een bestuurslaag in het regentschap Purbalingga van de provincie Midden-Java, Indonesië. Karangaren telt 1350 inwoners (volkstelling 2010).